# Winchendon (hrabstwo Worcester)
Winchendon – jednostka osadnicza w Stanach Zjednoczonych, w stanie Massachusetts, w hrabstwie Worcester.